# Garrett Morris

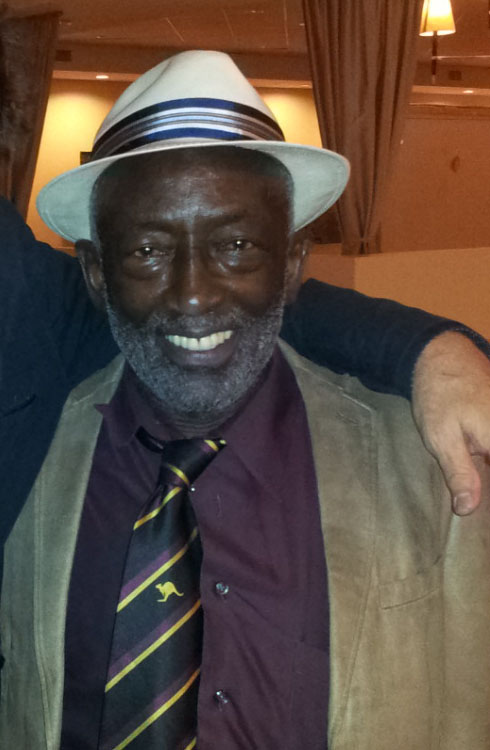
Garrett Morris (2013)

Garrett Isaac Morris (* 1. Februar 1937 in New Orleans, Louisiana) ist ein US-amerikanischer Schauspieler, er wurde durch die Serien Saturday Night Live (1975–1980) sowie 2 Broke Girls bekannt.
Morris startete seine Filmkarriere 1963 in der Serie General Hospital und spielte ab 1970 regelmäßig in TV- und Filmproduktionen mit. Zwischen 1975 und 1980 war er in insgesamt 101 Folgen der Comedy-Show Saturday Night Live zu sehen. Mit Dan Aykroyd, John Belushi, Jane Curtin, Bill Murray, Laraine Newman und Gilda Radner war er 1975 als Ensemble für einen Primetime Emmy nominiert. Es folgten Auftritte in TV-Serien und Filmen, so übernahm er für 28 Folgen eine Rolle in der Serie Hunter. Es folgten weitere Auftritte in Serien wie Martin und Der Hotelboy. Von 2011 bis 2017 spielte er in der Serie 2 Broke Girls mit.

## Filmografie (Auswahl)
Filme
- 1970: Wo is’ Papa? (Where’s Poppa?)
- 1971: Der Anderson-Clan (The Anderson Tapes)
- 1976: Car Wash – Der ausgeflippte Waschsalon (Car Wash)
- 1980: Cash Machine
- 1984: The Census Taker
- 1985: Stuff – Ein tödlicher Leckerbissen (The Stuff)
- 1987: Critical Condition
- 1987: Nachtakademie (The Underachievers)
- 1989: Dance Academy II
- 1991: Children of the Night
- 1991: Motorama
- 1992: The Thing – Gene außer Kontrolle (Severed Ties)
- 1993: Die Coneheads (Coneheads)
- 1996: Black Rose of Harlem
- 1996: Almost Blue
- 1996: Santa Claus mit Muckis (Santa with Muscles)
- 1997: Black Scorpion II: Aftershock
- 1999: Palmer’s Pickup – Ein abgefahrener Trip (Palmer’s Pick Up)
- 1999: Twin Falls Idaho
- 1999: Graham’s Diner
- 2000: Die Little Richard Story (Little Richard)
- 2001: Jackpot
- 2001: So High (How High)
- 2003: Connecting Dots
- 2005: The Salon – Back to the Barbershop (The Salon)
- 2007: Who’s Your Caddy?
- 2008: Dog Gone
- 2008: The Longshots
- 2009: Sonny Dreamweaver
- 2011: Valley of the Sun
- 2011: Let Go
- 2012: Pawn Shop
- 2012: Die Hollywood-WG: Schmeiß die Loser aus dem Haus (Freeloaders)
- 2015: Ant-Man

Serien
- 1963: General Hospital
- 1978: ABC Weekend Specials (1 Folge)
- 1975–1980: Saturday Night Live (101 Folgen)
- 1982: Noch Fragen Arnold? (Diff’rent Strokes, 1 Folge)
- 1983–1984: Die Jeffersons (The Jeffersons, 5 Folgen)
- 1985: Mord ist ihr Hobby (Murder, She Wrote, 1 Folge)
- 1985: Polizeirevier Hill Street (Hill Street Blues, 3 Folgen)
- 1985: Twilight Zone (The Twilight Zone, 1 Folge)
- 1985: Agentin mit Herz (The Wrong Way Home Staffel 3 Folge 11)
- 1988: Wer ist hier der Boss? (Who’s the Boss?, 1 Folge)
- 1987, 1989: Eine schrecklich nette Familie (Married... with Children, 2 Folgen)
- 1986–1989: Hunter (28 Folgen)
- 1991–1992: Roc (12 Folgen)
- 1992–1995: Martin (55 Folgen)
- 1994: Emergency Room – Die Notaufnahme (ER, 1 Folge)
- 1995: Cleghorne! (12 Folgen)
- 1996–2001: Der Hotelboy (The Jamie Foxx Show, 100 Folgen)
- 2005: Noah’s Arc (2 Folgen)
- 2006: Family Guy (Folge 5x08 Die Gesetzeshüter)
- 2010: Shameless (Old Priest, Folge 5)
- 2013: Psych (Folge 7x05 Leichen zum Dessert)
- 2011–2017: 2 Broke Girls
- 2018: MacGyver (2016) (Folge 2x14 Feuer und Flamme)
- 2020: Self Made: Das Leben von Madam C.J. Walker (Self Made: Inspired by the Life of Madam C.J. Walker)
- 2021: Fairfax (Stimme, 1 Folge)
- 2023: How I Met Your Father (1 Folge)